# Antonio Góngora Fernández
Antonio Góngora y Fernández (1842-1929) fue un historiador y profesor español.

## Biografía
Perteneciente a una familia oriunda de la Montaña, nació en Sevilla el 7 de junio de 1842. Cursó en su lugar de nacimiento la facultad de Filosofía y Letras, y en 1867 ingresó en el profesorado oficial. Sus ideas políticas avanzadas le mezclaron en el alzamiento cantonal de 1873 y hubo de emigrar. Restituido a España por virtud de la amnistía, desempeñó la Cátedra de Geografía e Historia del Instituto de Jerez hasta la edad de setenta años, en que fue jubilado. Dejó escritas obras como El periodismo jerezano (1900) e Historia de Jerez de la Frontera, con datos particulares sobre su industria vinícola (1904), además de algunas obras didácticas sobre las materias de su enseñanza. Falleció hacia finales de febrero de 1929.